# Little Witchingham
Little Witchingham ist ein Dorf und Civil parish in Norfolk.
Es bedeckt eine Fläche von 3,01 km² und hatte im Jahr 2001 eine Bevölkerung von 36, verteilt auf 14 Haushalte. Das Dorf fällt in den District Broadland.